# 五月金字塔

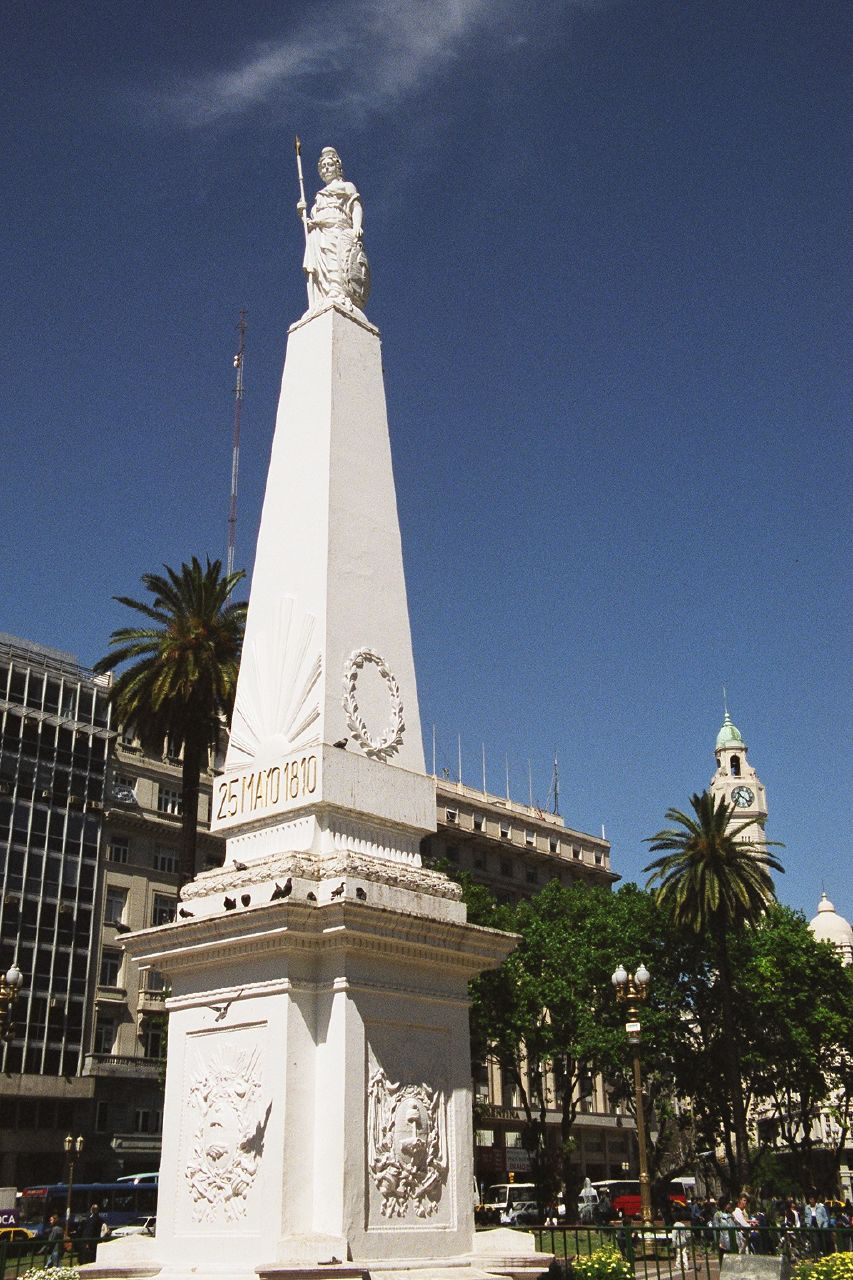
五月金字塔

五月金字塔（Pirámide de Mayo）位于五月广场的中心，是布宜诺斯艾利斯最古老的国家纪念碑。1811年，为庆祝五月革命一周年，阿根廷政府决定修建。1912年，它向东移动了63米。
五月金字塔的顶部是象征自由的雕像，法国雕塑家Joseph Dubourdieu的作品.从地面到雕塑顶部的弗里吉亚无边便帽，五月金字塔总高18.76米。

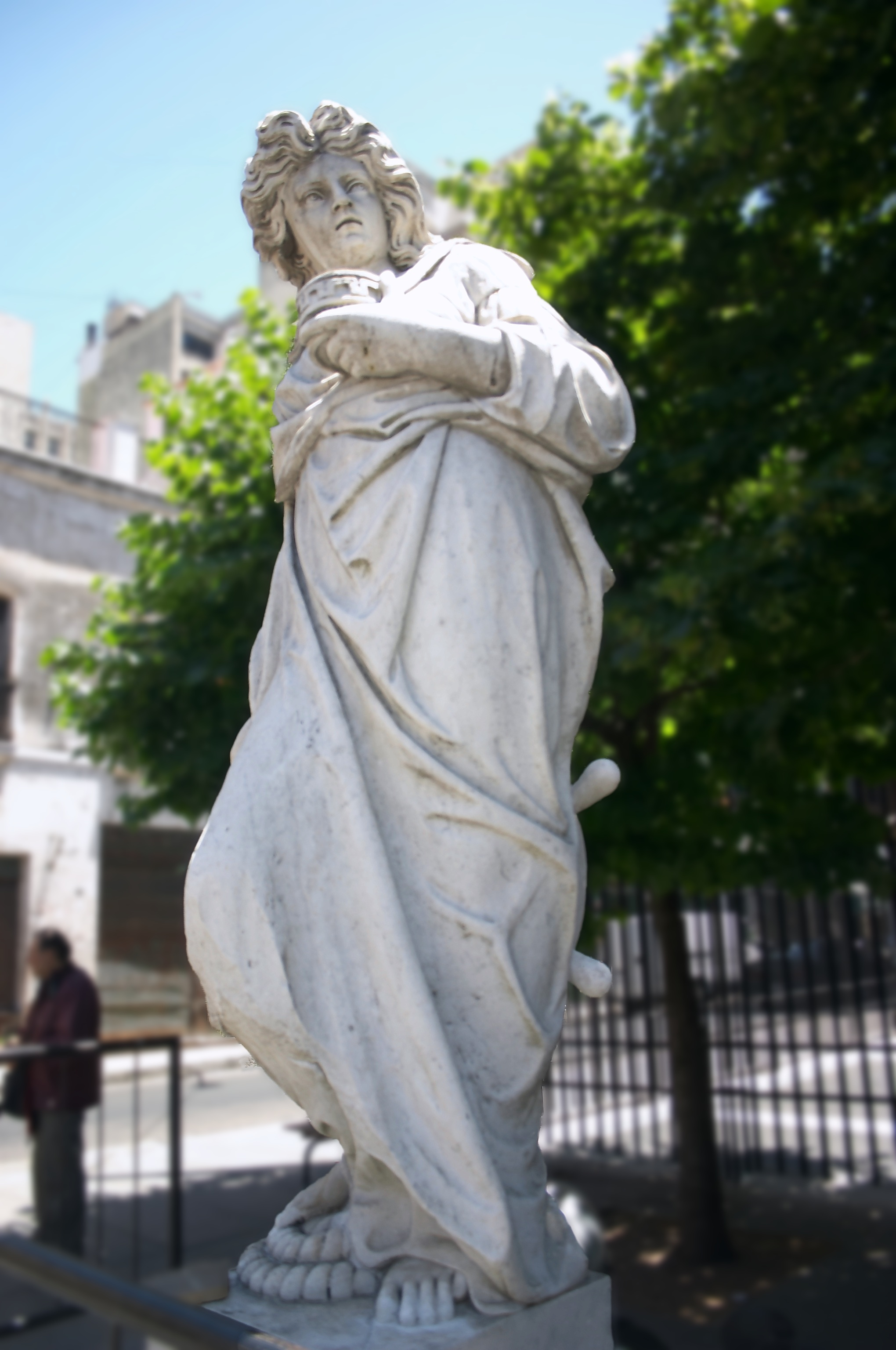
航海

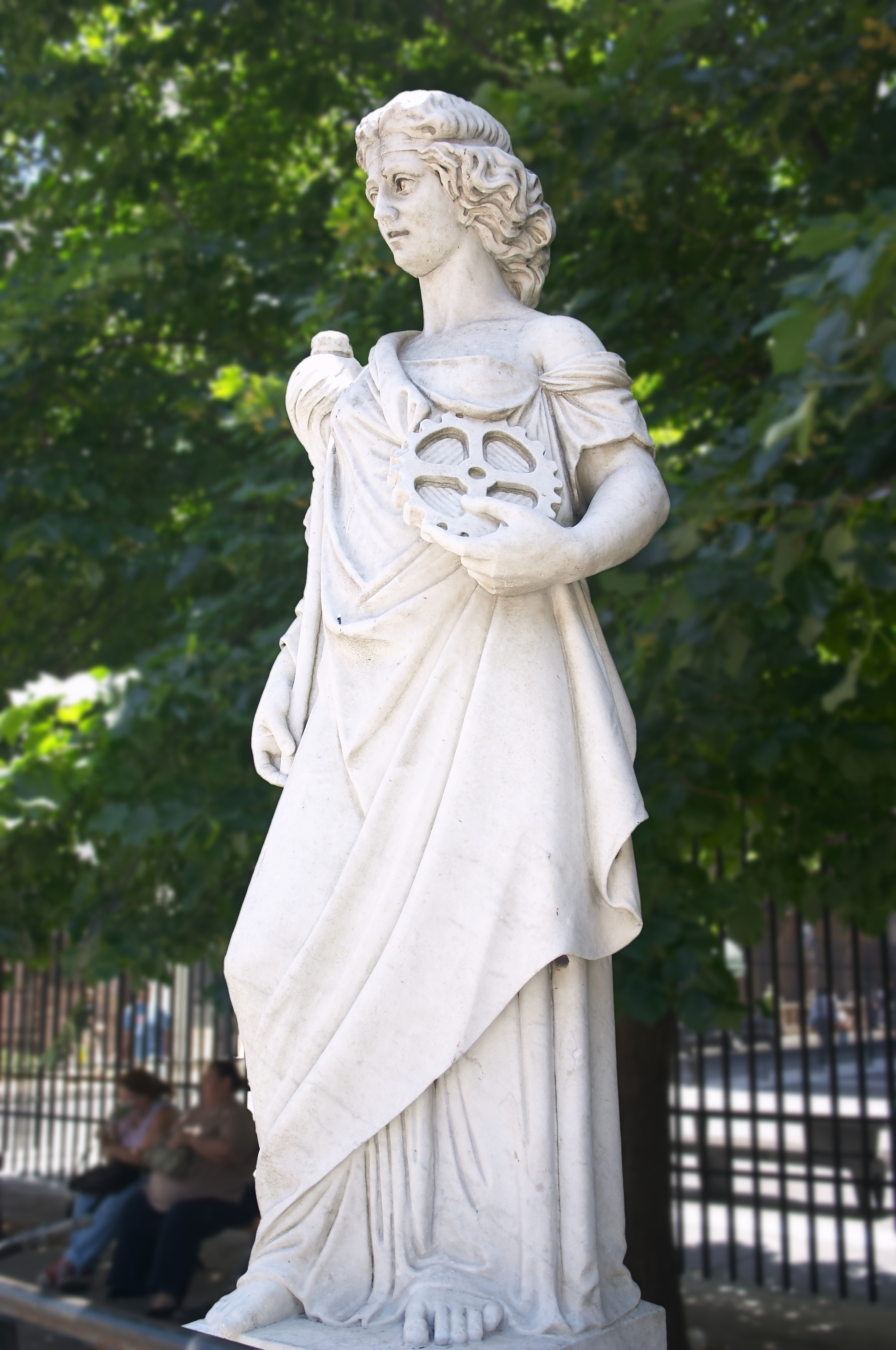
工业

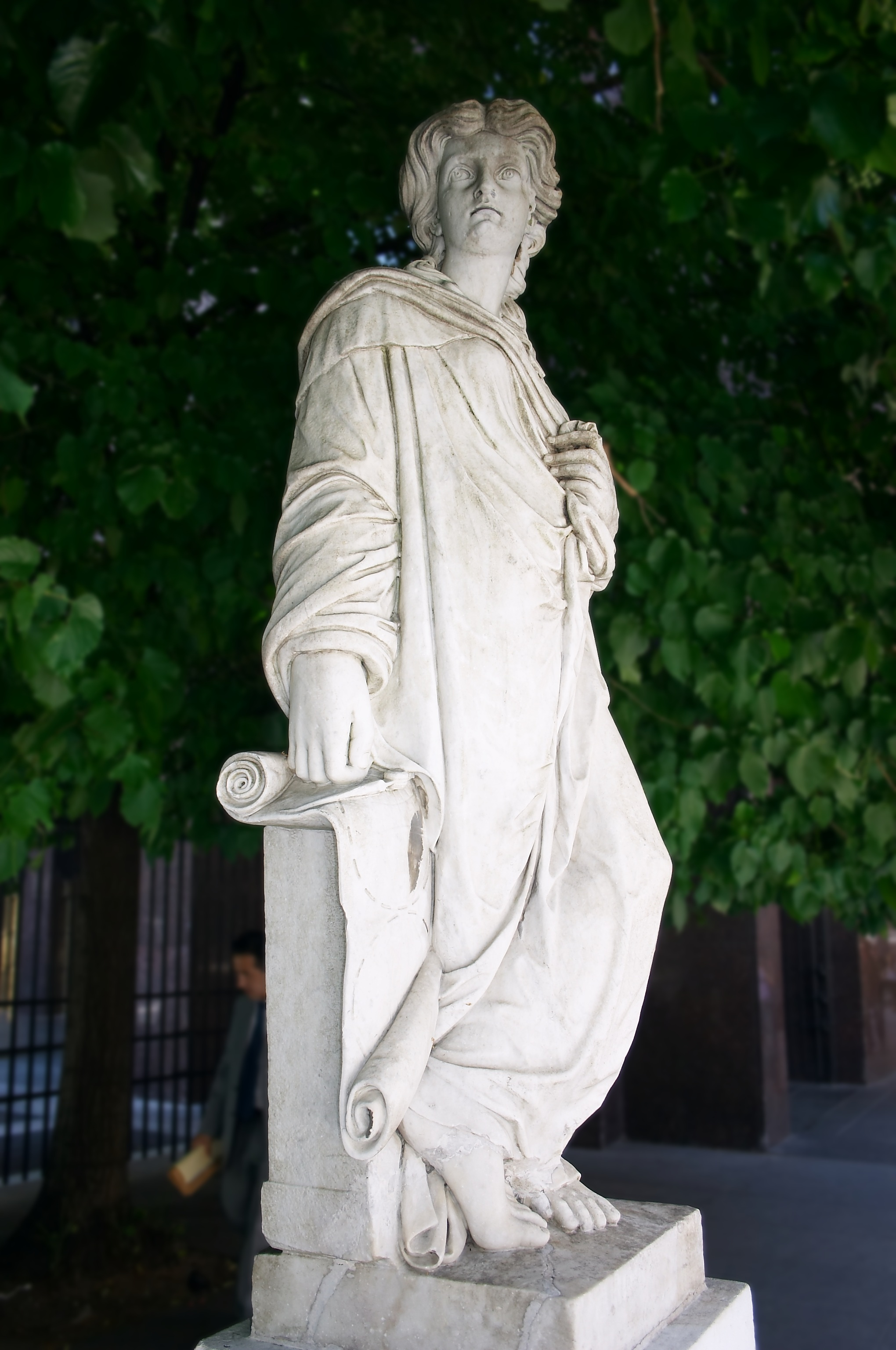
地理

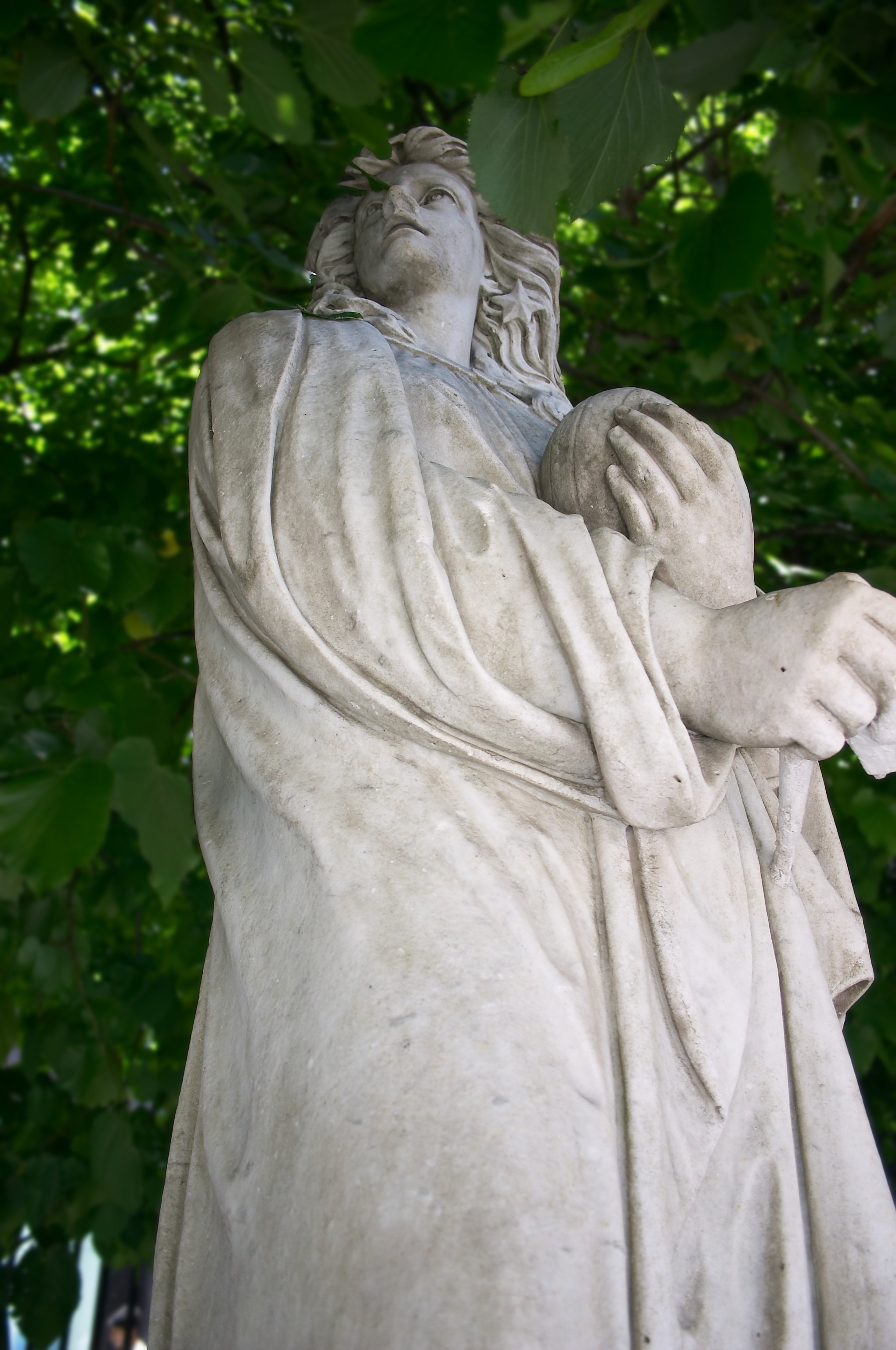
天文